# Globalstrahlung
Unter Globalstrahlung versteht man die gesamte an der Erdoberfläche auf eine horizontale Empfangsfläche auftreffende Solarstrahlung. Sie setzt sich zusammen aus
- der auf direktem Weg eintreffenden Solarstrahlung, der Direktstrahlung, und
- der kurzwelligen Diffusstrahlung, welche die Erdoberfläche über Streuung an Wolken, Wasser- und Staubteilchen erreicht.

Von der Globalstrahlung zu unterscheiden ist die klimatologisch wichtige Nettostrahlung, die die absorbierte Sonnenstrahlung angibt, d. h. abzüglich des reflektierten Anteils, der Albedo, siehe Strahlungshaushalt der Erde. Die Globalstrahlung ist die Insolation an der Erdoberfläche.

## Messung und typische Werte

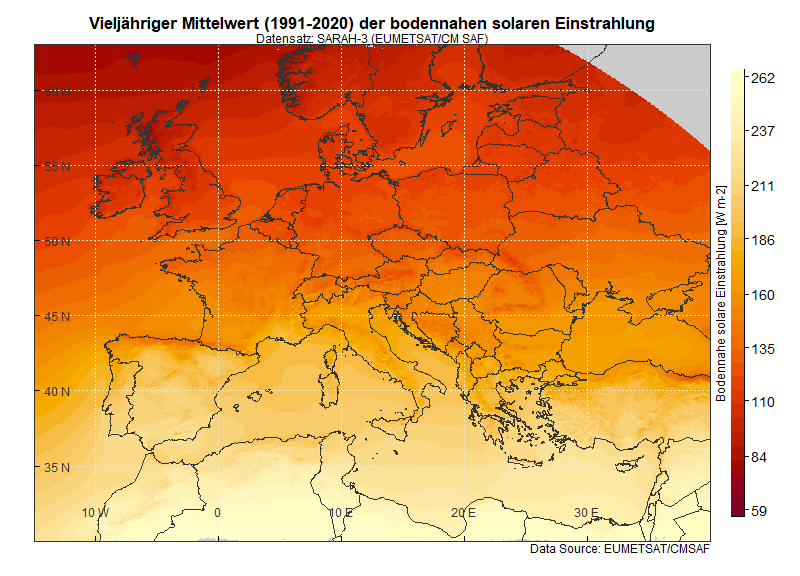
Mittlere jährliche Globalstrahlung (in W/m^{2}) über Teilen von Europa und dem Mittelmeerraum im Zeitraum der Normalperiode 1991 bis 2020. Datengrundlage: SARAH-3 (EUMETSAT CM SAF)

Zur Messung des Momentanwerts der Globalstrahlung dienen Pyranometer. Dieser Momentanwert hat die Einheit der Bestrahlungsstärke, Watt pro Quadratmeter (W/m²). Durch Summierung der eingestrahlten Energie über bestimmte Zeiträume, beispielsweise Stunden, Tage oder Jahre, ergibt sich ein Energieeintrag (gemessen in kWh/m²), der auf den aufsummierten Zeitraum zu beziehen ist. Tageseinträge werden in kWh/(m² · d) angegeben, Jahreseinträge in kWh/(m² · a) (gesprochen meist: Kilowattstunden je Quadratmeter und Jahr). In der Klimatologie wird der Jahreseintrag auch durch die über das ganze Jahr (Tag und Nacht, in Gemeinjahren also 8.760 Stunden) gemittelte Einstrahlleistung beschrieben. Ein Jahreseintrag von beispielsweise 1200 kWh/(m² · a) entspricht einer über das Jahr gemittelten Einstrahlleistung von 137 W/m².
Die Momentanwerte der Globalstrahlung unterliegen wetterbedingt starken Schwankungen durch Bewölkung und atmosphärische Trübung. Wegen des veränderlichen Einfallswinkels des Direktstrahlungsanteils ist die Globalstrahlung mittags stärker als morgens und abends, und im Sommer stärker als im Winter.
Die Jahreseinträge liegen wegen des steileren Einfallswinkels umso höher, je mehr man sich dem Äquator (siehe Ekliptik) nähert. Auch die Höhe über dem Meeresspiegel, also die Dicke der Erdatmosphäre (Luftmasse), die die Sonne durchdringen muss, beeinflusst diesen Wert systematisch.
Der Momentanwert der Globalstrahlung erreicht in Mitteleuropa an einem Sommermittag bei wolkenlosem Himmel etwa 900 W/m². Bei leichter Bewölkung (aber praktisch ungehinderter Direktstrahlung) kann sie wegen der von den weißen Wolken gelieferten Diffusstrahlung kurzzeitig über 1.000 W/m² ansteigen. Bei trübem, wolkigem Wetter besteht sie nur aus dem Diffusstrahlungsanteil und sinkt auf Werte um oder sogar unter 100 W/m².
Die Jahressumme der Globalstrahlung liegt in Deutschland zwischen 900 und 1.200 kWh pro m² und Jahr auf eine horizontale Fläche, das entspricht im Durchschnitt ca. 100 bis 135 W/m². In Spanien beträgt die Globalstrahlung etwa 2.000 kWh/(m² · a) (230 W/m²), in der Sahara 2.500 kWh/(m² · a) (285 W/m²).

## Globalstrahlung auf geneigte Flächen
Während in der Meteorologie üblicherweise die Globalstrahlung auf eine horizontale Empfängerfläche betrachtet wird, muss für zahlreiche energetische Untersuchungen die Strahlung auf eine geneigte Fläche ermittelt werden (Beispiele: optimale Ausrichtung von Sonnenkollektoren, Aufheizung von Hausfassaden oder Energieeintrag durch Fenster). Die Strahlung auf geneigte Flächen enthält als zusätzliche Komponente die vom Erdboden reflektierte Sonnenstrahlung, welche bei stark reflektierenden Bodenflächen (z. B. Schneedecke im Winter) einen erheblichen Beitrag leisten kann. Andererseits ist nur noch ein Teil des Gesichtsfeldes geneigter Flächen vom Himmel ausgefüllt, so dass der Beitrag der Diffusstrahlung auf geneigte Flächen geringer ist als auf horizontale Flächen. Die Veränderung des Direktstrahlungsanteils hängt von der Veränderung des Einfallswinkels ab, welche sich aus dem Sonnenstand und dem Neigungswinkel der Fläche ergibt.
Die Ermittlung typischer Bestrahlungsstärken in Abhängigkeit von Orientierung und Neigung der Empfängerfläche kann durch Messung auf der geneigten Fläche, durch Umrechnung vorhandener Messwerte auf einer horizontalen Fläche oder durch Abschätzung mittels geeigneter Sonnenstrahlungsmodelle erfolgen.